# Harrison Gilbertson
Harrison Gilbertson (Adelaida; 29 de junio de 1993) es un actor australiano. Es más conocido por su personaje de Frank Tiffin en Beneath Hill 60.

## Carrera
Gilbertson nació en Adelaida, Australia. Comenzó a actuar a la edad de seis años. Hizo su debut en la gran pantalla en 2002 interpretando el papel de Greggy en  Australian Rules. En 2012 interpretó el papel principal en la serie Conspiracy 365 en el personaje de Callum Ormond.
Su gran oportunidad llegó en 2009 cuando obtuvo el papel protagonista de Billy Conway en Accidents Happen, con elogios sobre su rendimiento y capacidad de actuar.
En 2010 ganó el AFI Award 2010 en la categoría de Actor Joven, por su interpretación de Frank Tiffin en Beneath Hill 60.
También es conocido por sus apariciones cómicas en Mount Osmond.
También en 2014, apareció en Need for Speed, con Aaron Paul, y en la película de terror, fantasía y suspenso Haunt, compartiendo créditos con Liana Liberato y Jackie Weaver. Gilbertson apareció en la película con producción australiana My Mistress junto a Emmanuelle Beart; la cinta trata sobre un joven que se enamora de su vecina, una dominatriz.
Luego, obtuvo el tercer papel principal de la película basada en la saga de romance fantasía y ficción Fallen, interpretando al personaje de Cameron Briel "Cam", junto a los actores Addison Timlin y Jeremy Irvine, quienes son sus coprotagonistas.
En 2018 participó en la película de ciencia ficción Upgrade, en el papel de Eron Keen.

## Filmografía

### Cine y televisión
| Año  | Título                     | Personaje           | Notas                                                                                             |
| ---- | -------------------------- | ------------------- | ------------------------------------------------------------------------------------------------- |
| 2002 | Australian Rules           | Greggy              |                                                                                                   |
| 2009 | Accidents Happen           | Billy Conway        | Papel principal                                                                                   |
| 2009 | Blessed                    | Daniel              |                                                                                                   |
| 2010 | Beneath Hill 60            | Frank Tiffin        | Australian Film Institute Young Actor Award                                                       |
| 2010 | What's Wrong with Virginia | Emmett              |                                                                                                   |
| 2012 | Conspiracy 365             | Callum Ormond       | Son 12 episodios que representan cada mes sobre los libros originales escritos por Gabrielle Lord |
| 2013 | Haunt                      | Evan                |                                                                                                   |
| 2014 | Need for Speed             | Pete                |                                                                                                   |
| 2014 | My Mistress                | Charly Boyd         | Protagonistas                                                                                     |
| 2016 | Fallen                     | Cameron "Cam" Briel |                                                                                                   |
| 2018 | Upgrade                    | Eron Keen           |                                                                                                   |
| 2018 | Look Away                  | Sean                |                                                                                                   |
| 2019 | En la Hierba Alta          | Travis McKean       |                                                                                                   |
| 2023 | Oppenheimer                | Philip Morrison     |                                                                                                   |

## Premios y nominaciones
| Año  | Premio                           | Categoría         | Trabajo nominado | Resultado |
| ---- | -------------------------------- | ----------------- | ---------------- | --------- |
| 2010 | Australian Film Institute Awards | Young Actor Award | Beneath Hill 60  | Ganador   |